# Minotaurus
Minotaurus est un jeu de construction et un jeu de société dans lequel les joueurs doivent construire un labyrinthe puis arriver le premier au centre du plateau. Il appartient à la gamme Lego Games du jouet Lego.
Le but du jeu est de placer le premier de ses pions au centre du plateau en évitant le Minotaure. Pour ce faire, on utilise un dé avec 4 faces permettant de déplacer ses pions, une face permettant le déplacement du Minotaure et une face permettant de bloquer ou débloquer un passage.
La nature du jeu (jeu de construction) permet de modifier certaines règles (en intervertissant certaines faces du dé, on peut par exemple avoir une face qui permet de sauter un mur) ou l'environnement (on peut inventer un labyrinthe différent).
Il existe une variante de ce jeu édité par Lego en 2012 appelée Mini-Taurus reprenant le même thème.

## Prix
- 2010 : Guldbrikken Award for Best Family Game[1]